# Johan Wierix

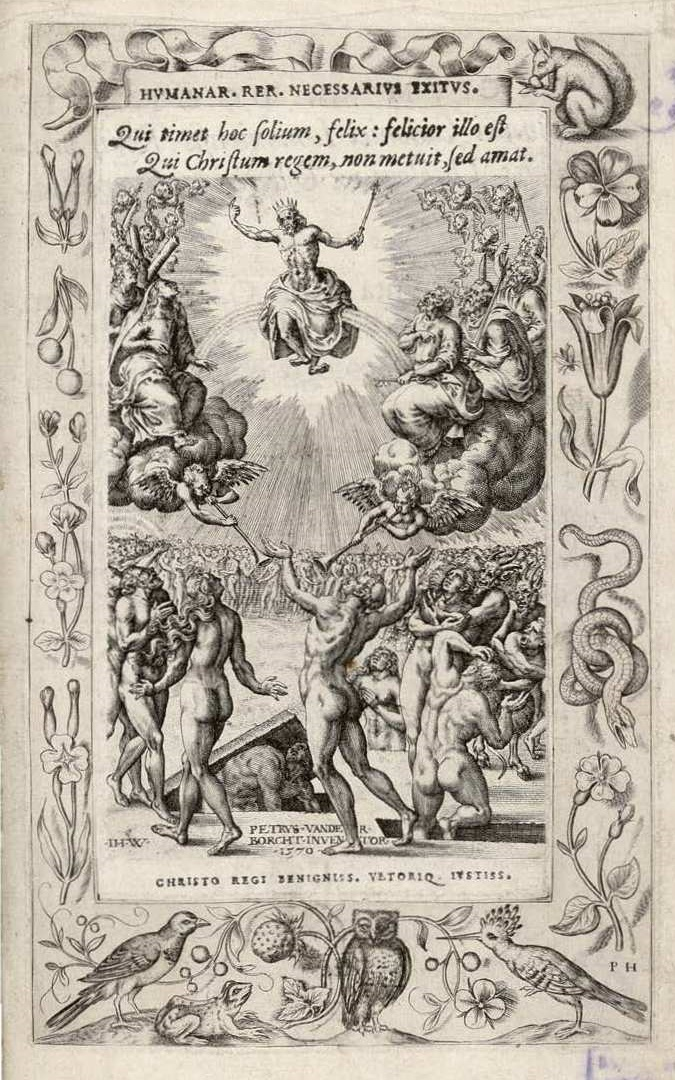
Juicio Final, estampa calcográfica de Johan Wierix sobre dibujo de Pieter van der Borcht para la primera edición de los Humanae salutis monumenta de Benito Arias Montano, impresos en Amberes por Cristóbal Plantino, 1571.

Johan Wierix (Amberes, 1549-Bruselas, c. 1620) fue un grabador flamenco, autor de una obra abundante en motivos bíblicos y evangélicos,  sin que en ella falten los retratos, las alegorías y algún raro motivo mitológico generalmente por dibujo ajeno.

## Biografía
Hermano mayor de los también grabadores Hieronymus y Antonius, su padre Anton podría haber sido pintor, aunque en alguna ocasión aparece registrado como ebanista. Se inició como grabador precozmente, reproduciendo estampas de Alberto Durero: El caballo grande, reproducción invertida del modelo dureriano, fechado en 1564, lleva en la parte superior la inscripción «AE[tas] 15».
A partir de 1570 comenzó a trabajar para el impresor Cristóbal Plantino, repartiéndose con Abraham de Bruyn y su hermano Hieronymus la confección de los grabados calcográficos que ilustran los Humanae salutis monumenta de Benito Arias Montano, con quien también colaboró en la Biblia Regia. Se conoce además un retrato con destino ignorado de Arias Montano de tres cuartos, con un libro en la mano izquierda, firmado por Johan Wierix, pero no hay indicios de que el humanista llegase a un grado de amistad con el grabador como el que tuvo con otros artistas, como Pieter van der Borcht, autor de los dibujos de los Humanae salutis monumenta,  o Philipe Galle , en lo que influiría la vida desordenada de los Wierix y los frecuentes incumplimientos de contrato, de lo que amargamente se quejaba Cristóbal Plantino en carta a Arias Montano fechada en 13 de agosto de 1575,en la que le deba cuenta de las dificultades para conseguir que «aquel depravado joven» acabase la Figura esculpida del Templo de Salomón,  o entregase al menos un boceto en lámina de cobre, pues había abandonado el trabajo por lo que sería preciso «obligarlo incluso por la justicia para que o lo acabe o lo devuelva como está».
Trabajó al mismo tiempo que para Plantino para otros editores e impresores. Se le atribuyen –firmados algunos de ellos con el monograma IHW– la mayor parte de los grabados de la primera edición de los retratos de artistas holandeses y flamencos con epigramas de Dominicus Lampsonius reunidos bajo el título Pictorum aliquot Germaniae Inferioris Effigies, obra impresa por la viuda de Hieronymus Cock en Amberes, 1572. El mismo año fue admitido como miembro de la guilda de San Lucas de su ciudad natal, donde aparece registrado hasta 1594, con alguna interrupción de los años 1575 a 1579 en los que residió algún tiempo en Delft alternando, quizá, con estancias en Amberes.
Con sus hermanos Hieronymus y Antoine, y a pesar de la mala fama familiar que generó dudas antes de contratarlos,  colaboró con el impresor Martin Nucio en las ilustraciones de las Adnotationes et meditationes in Evangelia del jesuita Jerónimo Nadal, ambicioso proyecto concebido ya por Ignacio de Loyola de exposición y comentario del texto evangélico a partir de las imágenes, varias veces aplazado y finalmente impreso en 1593 con el título Evangelicae historiae imagines, sin el texto de Nadal, y con él en 1595.
Todavía en 1615 firmó y fechó, con la indicación de su edad, 67 años, la última estampa grabada que se le conoce: Orfeo y las bestias.